# Danny Green (košarkaš)
Daniel "Danny" Richard Green, Jr. (North Babylon, New York, 22. lipnja 1987.) američki je profesionalni košarkaš. Igra na poziciji bek šutera, a može igrati i nisko krilo. Izabran je u 2. krugu (46. ukupno) NBA drafta 2009. od Cleveland Cavaliersa. U NBA finalu 2013. godine postavio je rekord po broju trica u finalnoj seriji, pogodivši ih čak 27 u 7 utakmica.

## Srednja škola
Pohađao je srednju školu St. Mary's High School. Na trećoj godini srednje škole, Green je prosječno postizao 16 poena, 9 skokova, 4 asistencije i 5 blokada te je odveo svoju momčad do 23-2 omjera. Na četvrtoj, senior, godini, Green je prosječno postizao 20 poena, 10 skokova, 4 asistencije i 4 blokade po utakmici te je s omjerom 25-1 odveo svoju momčad do "Class AA state CHSAA" finala gdje je njegova momčad izgubila sa samo dva poena razlike. Nakon mnogobrojnih ponuda sveučilišta, poput onih na Floridi, u Virginiji, u Connecticutu..., Green se odlučio na pohađanje sveučilišta Sjeverna Karolina.

## Sveučilište
Na sveučilištu, Green je igrao odlično. Iako je imao malu minutažu, Green je odigrao nekoliko sjajnih sezona. U sophomore sezoni, Green je prosječno postizao 5,2 poena, 2,8 skokova i 1,1 asistencija za samo 13,6 minuta po utakmici. Iduće sezone, Green je poboljšao svoje statistike, a u senior sezoni, Green je prosječno postizao 13,1 poena, 4,7 skokova, 2,7 asistencija i 1,8 ukradenih lopti za 27,4 minuta u igri. Tijekom svoje sveučilišne karijere Green je postavio i izjednačio nekoliko rekorda. Green je postao prvi Tar Heel koji je postigao 1000 poena, 500 skokova, 200 asistencija, 100 blokada i 100 ukradenih lopti te je postao jedan od četiri igrača koji su u ACC povijesti postigli 100 blokada i 100 trica.

## NBA karijera

### Cleveland Cavaliers
Izabran je kao 46. izbor NBA drafta 2009. od strane Cleveland Cavaliersa. U dvadeset odigranih utakmica, Green je u prosjeku igrao 5.8 minute i postizao 2 poena uz 0.9 skokova po utakmici. Nakon samo jedne sezone napustio je Cavalierse.

### San Antonio Spurs
Nakon napuštanja svojeg prvog kluba, priključio se svojoj sadašnjoj momčadi, San Antonio Spursima. Ipak, nije zadovoljio te je veliki dio sezone proveo u razvojnoj D-League ekipi Reno Bighorns, a nakon toga i u Austin Torosima. Za vrijeme lockouta u NBA ligi, igrao je za slovenski KK Union Olimpija nakon čega se vraća u San Antonio i konačno uspjeva izboriti mjesto u rotaciji momčadi iz Texasa. U svojoj prvoj sezoni sa Spursima zaigrao je u 66 utakmica od čega je u 38 počeo u prvih 5 uz prosjeke od 9,1 koševa i 3,5 skoka po utakmici. Također, po prvi je put odigrao ozbiljnije minute u doigravanju.
U srpnju iste godine, 2012., Green potpisuje novi trogodišnji ugovor vrijedan 12 milijuna dolara. Upravo je sezona 2012./13. bila najbolja u njegovoj karijeri. Odigrao je 80 utakmica u kojima je u prosjeku postizao 10,5 koševa, 3 skoka i 2 asistencije, uz izvrstan postotak šuta za tri poena (42,9 %). Njegova poboljšana igra pomogla je Spursima da još jednom, 14. put u nizu, regularni dio sezone završe s barem 50 pobjeda. U doigravanju je nastavio sa sjajnim igrama te je pomogao svojoj ekipi da s lakoćom, preko Lakersa, Warriorsa i Grizzliesa, dođe do još jednog velikog NBA finala.

#### Finale doigravanja 2013.
U NBA finalu Spurse je čekao moćni Miami Heat, ali Green nije djelovao impresionirano. U prvoj je utakmici postigao 12 poena, uključujući 4 trice. U 2. utakmici ubacio je još 5 trica uz savršen šut 6/6. U sljedećoj je, pogodivši 7 trica iz 9 pokušaja, srušio rekord po broju trica u jednoj utakmici NBA finala, a njegova je momčad s 36 poena razilke razbila Miami. U 4. i 5. utakmici nastavio je sa sjajnom šuterskom formom, gađao je 3/5 u 4. te 6/10 u 5. utakmici. Tako je postavio još jedan rekord NBA finala, ovoga puta za broj trica u finalnoj seriji, srušivši tako rekord Raya Allena postavljen 2008. Na njegovu žalost i žalost svih navijača Spursa, u posljednje dvije utakmice postigao je tek 2 trice iz 11 pokušaja, a Heat je osvojio drugi uzastopni naslov.

## NBA statistika

### Regularni dio
| Godina    | Klub        | Odig. uta. | Uta. poč. | Min. | 2P%   | 3P%   | Sl. bac.% | Skok. | Asist. | Ukr. lop. | Blok. | Poena |
| --------- | ----------- | ---------- | --------- | ---- | ----- | ----- | --------- | ----- | ------ | --------- | ----- | ----- |
| 2009./10. | Cleveland   | 20         | 0         | 5.8  | 38.5% | 27.3% | 66.7%     | 0.9   | 0.3    | 0.3       | 0.2   | 2.0   |
| 2010./11. | San Antonio | 8          | 0         | 11.5 | 48.6% | 36.8% | 0.0%      | 1.9   | 0.3    | 0.3       | 0.1   | 5.1   |
| 2011./12. | San Antonio | 66         | 38        | 23.1 | 44.2% | 43.6% | 79.0%     | 3.5   | 1.3    | 0.9       | 0.7   | 9.1   |
| 2012./13. | San Antonio | 80         | 80        | 27.5 | 44.8% | 42.9% | 84.8%     | 3.1   | 1.8    | 1.2       | 0.7   | 10.5  |
| Ukupno    |             | 174        | 118       | 22.6 | 44.5% | 42.4% | 81.1%     | 2.9   | 1.3    | 0.9       | 0.6   | 8.7   |

## Vanjske poveznice
- Profil na NBA.com
- Profil na Basketball-Reference.com